# Ivan Franko
Ivan Jakovlevitj Franko (ryska: Иван Яковлевич Франко, ukrainska: Іван Якович Франко: Ivan Jakovytj Franko) född 27 augusti 1856 i Nahujevytji, i det österrikiska kronlandet Galizien, död 28 maj 1916 i Lemberg, Österrike-Ungern, räknas liksom Taras Sjevtjenko till de stora i ukrainsk litteratur. Ivan Franko, son till en bysmed, var begåvad med ett encyklopediskt kunnande och hade dessutom en enastående arbetskapacitet. Han var poet, prosaförfattare, dramatiker, litteraturkritiker, litteraturhistoriker, översättare, etnograf och publicist. Ledmotiven i hans verk var ofta hämtade från det egna vardagslivet och det egna folkets kamp för tillvaron. Men där fanns också talrika inslag från världslitteraturen.
Under skoltiden gick Franko först med i en russofil gymnasieförening men lämnade den snart för att ansluta sig till populisterna i Halytjyna. Som student var han en brinnande anhängare av samtidens socialistiska idéer och han studerade både Karl Marx och Friedrich Engels skrifter. Senare under sitt liv gick han emellertid till skarp attack mot marxismen och Ivan Franko utvecklades till att bli en progressiv demokrat. Utvecklingen i hans tankevärld återspeglas i hans omfattande journalistiska produktion.
Franko studerade klassisk och slavisk filologi vid Lembergs universitet och i Wien men på grund av sin politiska verksamhet utestängdes han från en akademisk karriär och fängslades upprepade gånger. Hans litterära produktion är mycket omfattande.
I Sovjetunionen gavs en annan bild av Ivan Franko. De verk av honom som inte passade den politiska klichébilden gömdes undan eller förvanskades. 
Myndigheterna framställde honom som en förkämpe för ukrainsk förening med Ryssland samt glödande socialist och militant ateist. De sovjetiska myndigheterna påvisade inflytandet från ryska revolutionära demokrater på Ivan Franko och man betonade meningsskiljaktigheterna mellan Franko å ena sidan och Grusjevskij samt konservativa ukrainare å andra sidan.
Ivan Frankos dotter Anna Franko-Kluchko emigrerade till Kanada efter andra världskriget och har i sina memoarer  i detalj skildrat sina barndomsminnen och familjens svåra umbäranden. Ivan Frankos barnbarn, Halja Kluchko, är bosatt i Toronto, Kanada och verksam som kurator vid Torontos Ukrainska Museum. 
Staden Ivano-Frankivsk är uppkallad efter Ivan Franko liksom länet Ivano-Frankivsk oblast samt ett otal institutioner i Ukraina, inklusive Lvivs universitet där han en gång studerat.
Asteroiden 2428 Kamenyar är uppkallad efter honom.